# J.O.S. days
J.O.S. days is een nummer geschreven door Henk Hofstede voor en met de muziekgroep Nits. Het werd uitgebracht op het zevende studioalbum In the Dutch mountains uit 1987.  Op 28 december dat jaar werd het nummer in Nederland en België (Vlaanderen) op single uitgebracht.

## Lied
Na diverse albums opgenomen te hebben die steeds complexer werden, wilde Nits een album opnemen dat minder complex was qua opnamen en geluid. Het werd In the Dutch mountains. Thema van het album werd de jeugd van Henk Hofstede. Zijn grootvader Jacob Hofstede was een van de oprichters van amateurvoetbalvereniging J.O.S., dat in 1995 opging in JOS Watergraafsmeer. Henk Hofstede (1951) zou en moest in die familietraditie (“it’s a family tradition") verdergaan maar had naar eigen zeggen mede door platvoeten en zwakke knieën (“flat feet and weak knees”) geen talent; hij werd na één proefwedstrijd weggestuurd. Voorts ging hij muziek maken.
De jeugd van Hofstede stond mede in het teken van de verwerking van de Tweede Wereldoorlog. Niet alle leden van J.O.S. hadden de oorlog overleefd en daartoe had de voetbalclub in 1947 een oorlogsmonument laten neerzetten. Het stond tussen de voetbalvelden. Hierop stonden de namen van de leden die gedurende de oorlog om wat voor reden dan ook omkwamen. Een onschuldige jeugd speelde nog wel eens op het bijbehorende trappetje. Het was Hofstede daarbij opgevallen dat een van de slachtoffers was omgekomen met een leeftijd gelijk aan die Hofstede toen die aan het spelen was ("He had my age and my first name"). Het lied begint met de zin "The war monument is still standing", wijzend op genoemd monument dat op onverklaarbare wijze in 1976 is afgebroken en verdwenen.
J.O.S. days werd live (tweesporen) in de Werfstudio aan het Molenwerf (Sloterdijk) opgenomen. Voor de wat historische klinkende zang, week Hofstede met koptelefoon, microfoon en mondharmonica uit naar een Lada staande voor het gebouwtje om daar zijn zang op te nemen. De band had eerst nog twijfels, maar het klonk wel lekker; het verschoof van “kan wel” naar “fijne opname”.

## Single
In de winter van 1987-1988 werd J.O.S. days uitgebracht op single. Ter ondersteuning werd een videoclip opgenomen op de hoek Toricellistraat 19 en de Reaumurstraat in de Watergraafsmeer, waarbij een winkeletalage werd afgeplakt met Slagerij Telman; de gebroeders Telman zijn dan al jaren verantwoordelijk voor licht en geluid bij Nits.
Op de B-kant van de 7 inch vinylsingle werd Yksi kaksi kolme geperst. Nits heeft een grote schare fans in Finland; Yksi kaksi kolme betekent "Een twee drie". Het is niet afkomstig van genoemd album.
De plaat werd in de winter van 1987-1988 regelmatig gedraaid op Radio 2 en Radio 3 en werd een radiohit in de destijds twee landelijke hitlijsten op de nationale publieke popzender Radio 3.
Op 16 januari 1988 kwam J.O.S. days de Nationale Hitparade Top 100 (hitlijst uitgezonden op donderdag 14 januari 1988 14:00-18:00 uur) binnen; de plaat zou in totaal tien weken in de publieke hitlijst blijven staan met een hoogste notering een 20e positie (van 100). In de Nederlandse Top 40 stond de plaat vijf weken genoteerd met als hoogste notering een 23e positie.
In België (Vlaanderen) werd de plaat wel gedraaid op de radio, desondanks werd géén notering behaald in zowel de voorloper van de Vlaamse Ultratop 50 als de Vlaamse Radio 2 Top 30.
In maart 1988 volgde een elfdaagse tournee door Duitsland, waarbij over J.O.S. days wel het voetbalverhaal werd vermeld, van het oorlogsverleden werd met geen woord gerept (CBS-Blitzinformation).
In de televisieserie Voetbalouders wordt het nummer J.O.S. Days gebruikt als aftitelingsmuziek.